# Gnathofolsomia palpata
Gnathofolsomia palpata is een springstaartensoort uit de familie van de Isotomidae. De wetenschappelijke naam van de soort is voor het eerst geldig gepubliceerd in 1984 door Deharveng & Christian.